# Ivan Tuček
Ivan Tuček, né le 20 novembre 1942 et mort le 25 août 1999, est un pilote de voltige aérienne tchèque.

## Biographie
Ivan Tuček naît le 20 novembre 1942 à Prague, alors Protectorat de Bohême-Moravie devenu Tchécoslovaquie puis République Tchèque.
Il pratique la voltige aérienne au plus haut niveau et remporte le championnat du monde de voltige aérienne à bord d'un Zlín Z-50 en 1978.
Son avion, immatriculé OK-IRF, est exposé au Musée national des techniques de Prague:

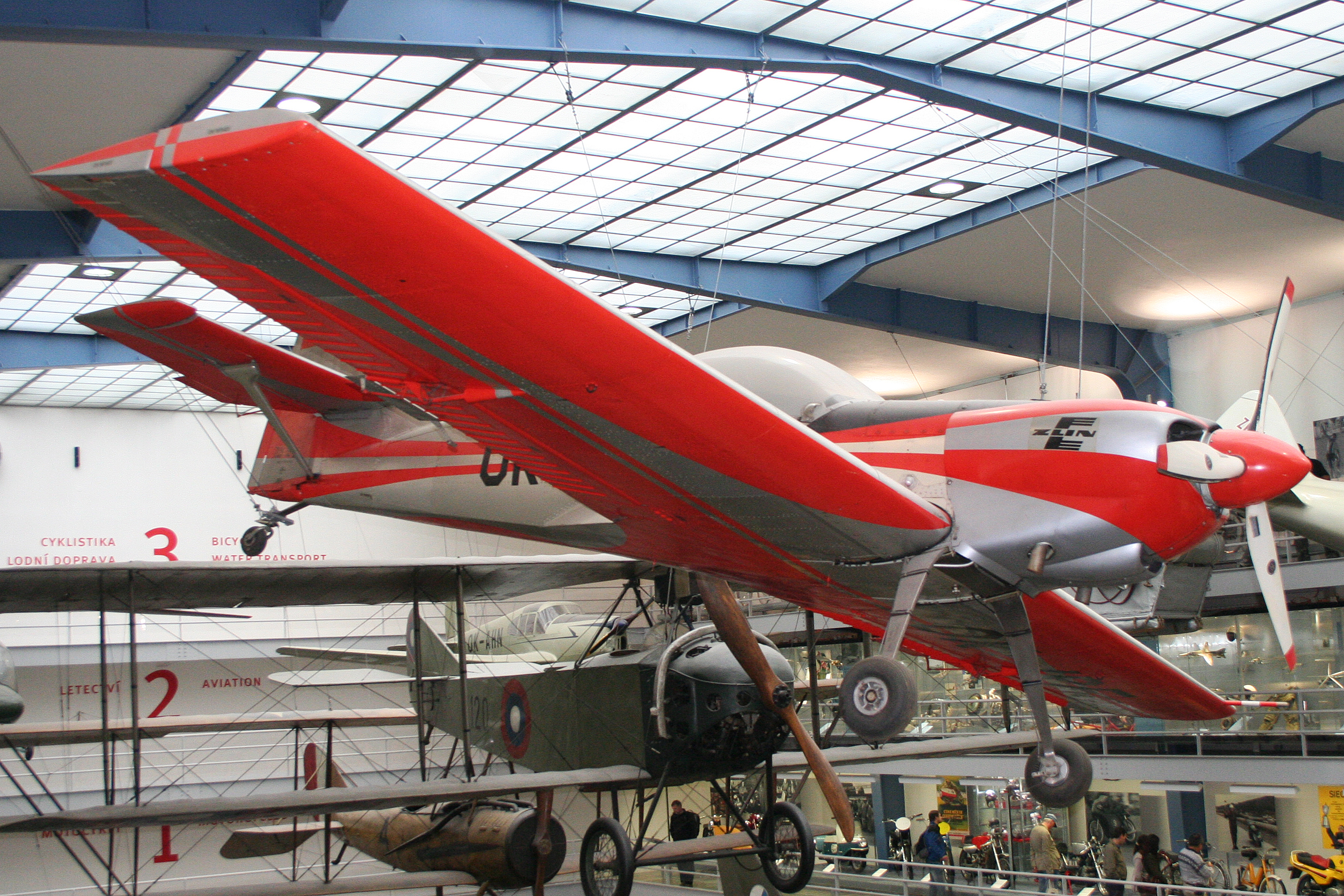
Zlín Z-50 (OK-IRF)
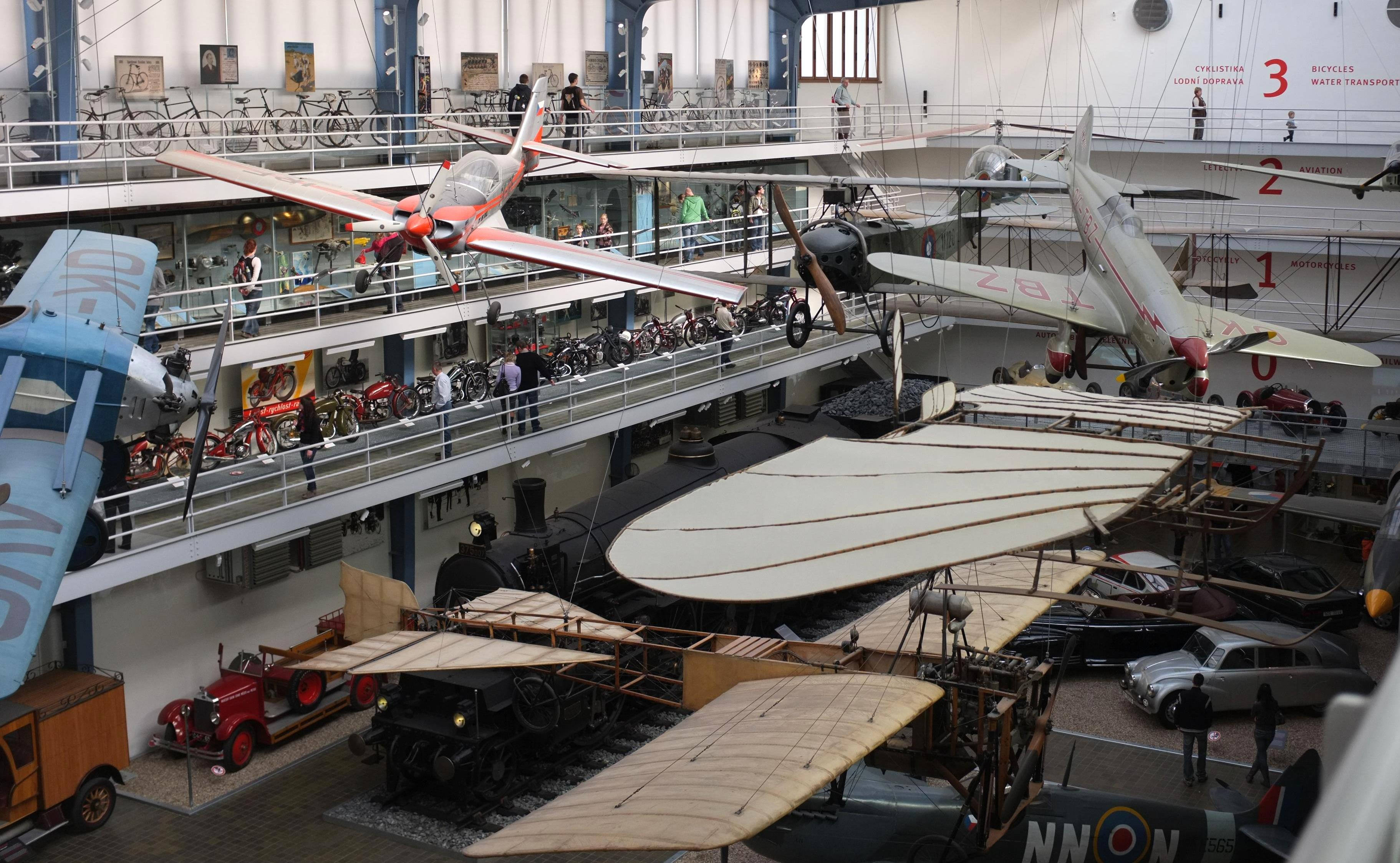
Zlín Z-50 (en arrière-plan, à gauche)
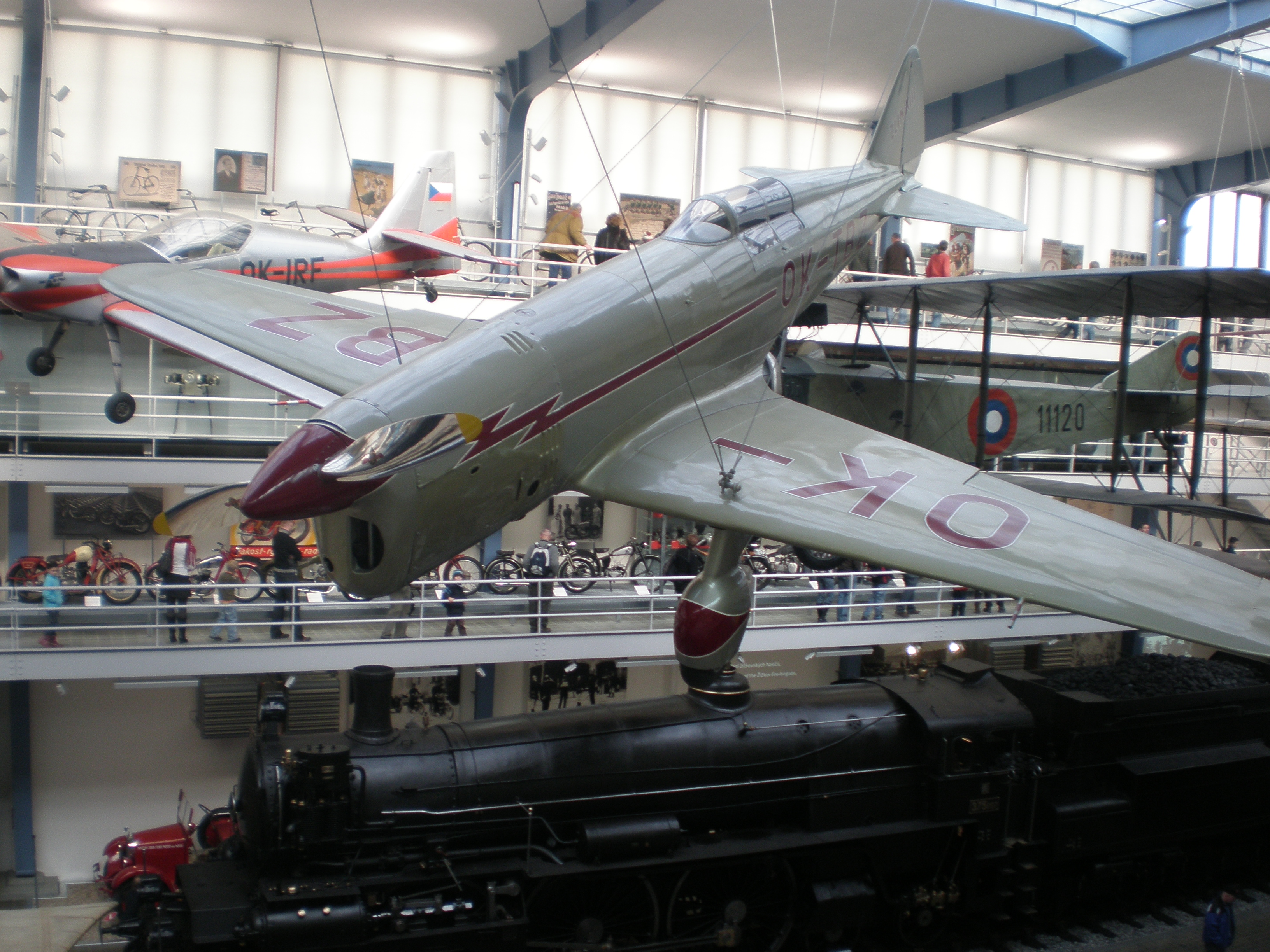
Zlín Z-50 (en arrière-plan, à gauche)

Puis il est pilote pour la compagnie Slov-Air (en) jusque dans les années 1990. Il effectuera un bref retour à la compétition, au championnat d'Europe de voltige aérienne en 1987.
Il fonde ensuite une école de voltige à Hradec Králové en 1993 où il est chef instructeur.
Il décède le 25 août 1999 à Friesach en Autriche lors du crash, dû à un problème de conception, de son avion.
Lors d'un vol d'entraînement avec un élève, il perçoit un bruit anormal à bord de son Zlin Z-142 immatriculé OK-VNJ.
Après avoir déposé son élève et inspecté l'avion, il redécolle seul pour un vol d'essai.
L'avion est victime d'une rupture d'aile à moins de 600 pieds (environ 200 mètres) d'altitude,.

## Palmarès
Championnat du monde de voltige:
- 1968 – Magdebourg (Allemagne de l'Est), 13e
- 1970 – Hullavington (Royaume-Uni), 8e
- 1972 – Salon de Provence (France), 11e
- 1976 – Kiev (URSS), 2e
- 1978 – České Budějovice (Tchécoslovaquie), 1er

Championnat d'Europe de voltige:
- 1975 – Esbjerg (Danemark), 5e
- 1977 – Châteauroux (France), 2e
- 1987 – Plössen (Allemagne), 11e